# Счетоводна програма
Счетоводна програма описва тип софтуерно приложение което записва и обработва счетоводни статии в рамките на функционални модули, като например разходи, приходи, заплати и баланс. Функционира като счетоводна информационна система. Може да бъде разработена самостоятелно от организацията, която я използва, може да бъде купена от доставчик или производител на софтуер, или може да е комбинация от готов софтуер с локални модификации. Счетоводните програми могат да бъдат онлайн-базирани, достъпни от всякъде по всяко време с каквото и да е Интернет свързано устройство, или да са десктоп приложения. Варират много в сложността и цените си.